# Brigadas Globales
Global Brigades (GB) es una organización de salud y desarrollo sostenible sin fines de lucro que trabaja con voluntarios de universidades de América del Norte y Europa, principalmente, así como con personal local en América Central y África Occidental para asociarse con comunidades para reducir las desigualdades. Global Brigades implementa su modelo holístico para cumplir con los objetivos económicos y de salud de una comunidad. El modelo de la organización busca construir el empoderamiento comunitario y lleva a cabo programas con el objetivo final de hacer una transición sostenible a una relación de monitoreo de impacto con las comunidades con las que se trabaja.

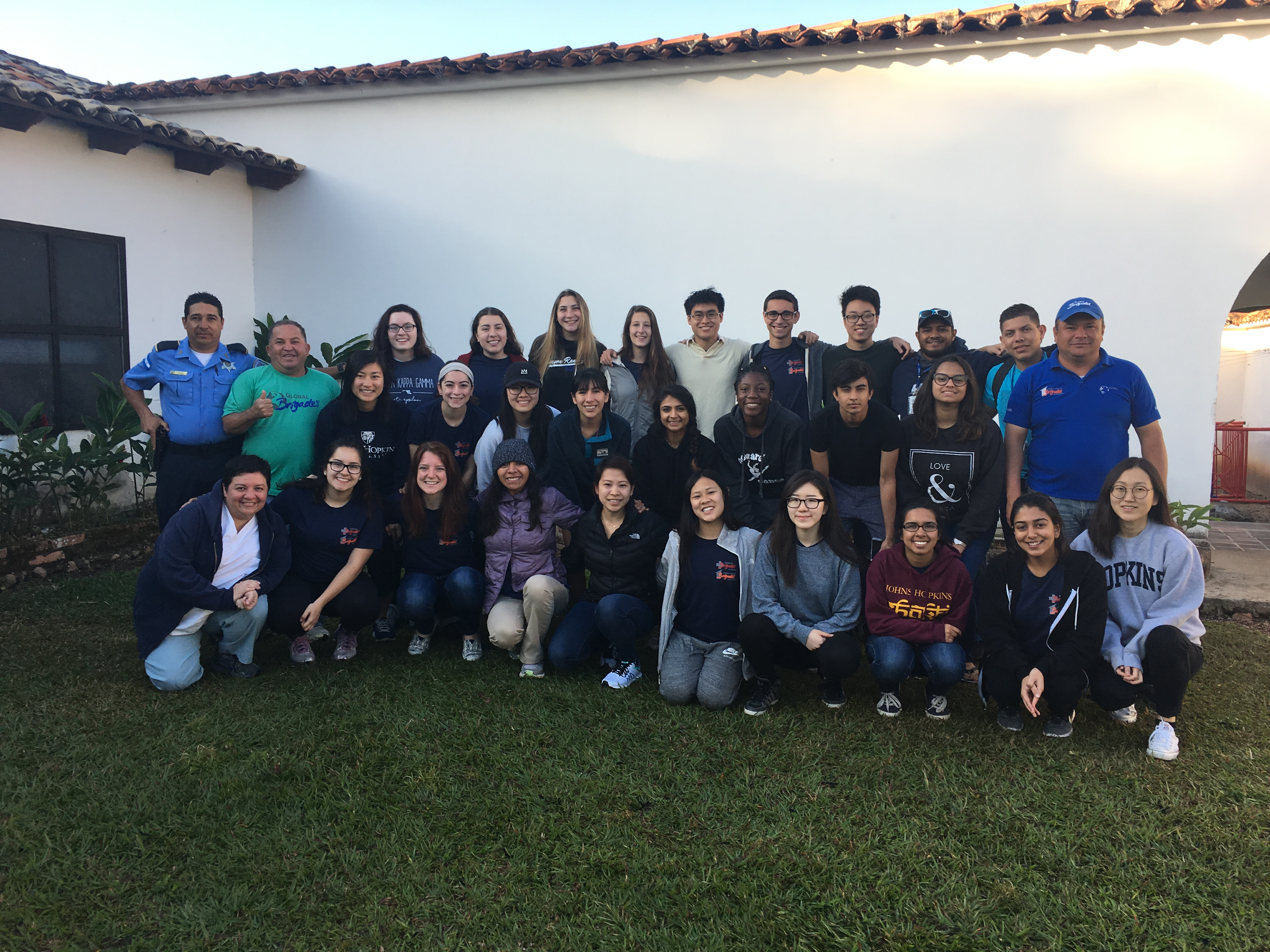
Capítulo de Brigadas Médicas después de su brigada de una semana en Honduras.

Según el sitio web de la organización, más de 65,000 voluntarios de más de 800 clubes universitarios (llamados "capítulos") han viajado para asociarse con personal local de los países destino para brindar salud y desarrollo económico a más de 1 millón de beneficiarios en los países socios. Muchos grupos de voluntarios son reconocidos oficialmente por su universidad como un club u organización de aprendizaje de servicio internacional registrado. Las brigadas generalmente consisten en 15 a 50 voluntarios que participan en brigadas de 7 a 10 días. La organización ha concentrado sus esfuerzos en comunidades de Honduras, Panamá, Nicaragua y Ghana . Varios programas están diseñados para adaptarse a las metas únicas de salud y desarrollo económico de cada comunidad. Actualmente, Global Brigades tiene 7 programas diferentes: Salud Pública, Agua, Ingeniería, Negocios, Medicina, Odontología, y Empoderamiento Legal.
El equipo de Monitoreo y Evaluación de Global Brigades estudia el impacto logrado a través de su Modelo Holístico. Antes de que una comunidad sea seleccionada como socia, Global Brigades investigará si una comunidad se beneficiaría del programa mediante la realización de una evaluación de necesidades y la recopilación de datos básicos de la comunidad. Antes de que lleguen los voluntarios, el personal de Global Brigades también visita a la comunidad para analizar las metas, los resultados esperados y las responsabilidades con los miembros de la comunidad. Luego, las comunidades asociadas reciben voluntarios que siguen o asisten a ingenieros, médicos, dentistas y técnicos locales, según la tarea y las calificaciones de los voluntarios relacionadas con el programa.
Entre visitas de brigadas, el personal de Global Brigades visitará la comunidad para garantizar la implementación del programa. Una vez que una comunidad ha alcanzado sus objetivos en atención médica, WASH (agua, saneamiento e higiene) y desarrollo económico, ya no recibe voluntarios y los líderes comunitarios continúan de forma independiente con el mantenimiento de la infraestructura y aumentan su conocimiento, liderazgo y capacidad económica, con el apoyo del personal de Global Brigades con una metodología de "según sea requerido".